# طوماش كوسيرا (لاعب كرة قدم)
طوماش كوسيرا (بالتشيكية: Tomáš Kučera)‏ هو لاعب كرة قدم تشيكي في مركز الهجوم، ولد في 13 فبراير 1977 في تشيكوسلوفاكيا. شارك مع منتخب جمهورية التشيك تحت 21 سنة لكرة القدم. أما مع النوادي، فقد لعب مع سلافيا براغ وفيكتوريا بلزن وفيكتوريا زيزكوف ونادي هراتس كرالوفه.

## وصلات خارجية
- طوماش كوسيرا (لاعب كرة قدم) على موقع الاتحاد التشيكي (الإنجليزية)
- طوماش كوسيرا (لاعب كرة قدم) على موقع قاعدة بيانات كرة القدم.إي يو (الإنجليزية)
- طوماش كوسيرا (لاعب كرة قدم) على موقع عالم كرة القدم.نت (الإنجليزية)
- طوماش كوسيرا (لاعب كرة قدم) على موقع أوليمبيديا (الإنجليزية)
- طوماش كوسيرا (لاعب كرة قدم) على موقع اللجنة الأولمبية التشيكية (التشيكية)